# Letticia Viana

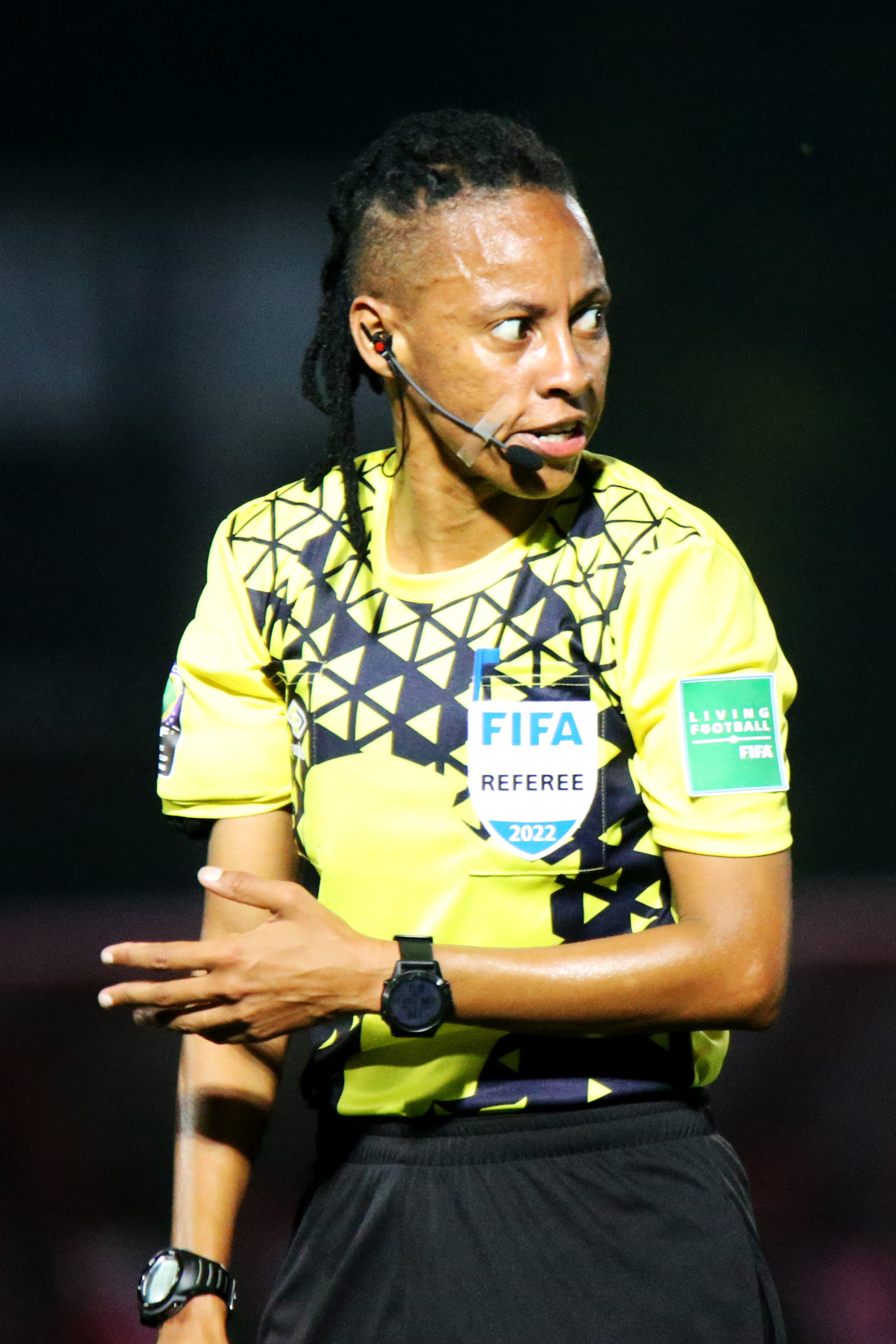
Letticia Viana (2022)

Letticia Antonella Viana (* 15. April 1985) ist eine eswatinische Fußballschiedsrichterin.
Seit 2015 steht sie auf der FIFA-Liste und leitet internationale Fußballpartien.
Beim Afrika-Cup 2016 in Kamerun und beim Afrika-Cup 2018 in Ghana leitete Viana jeweils ein Spiel, beim Afrika-Cup 2022 in Marokko leitete sie zwei Spiele in der Gruppenphase.
Zudem wurde sie als Videoschiedsrichterin für die U-17-Weltmeisterschaft 2022 in Indien nominiert.